# Martín Almada

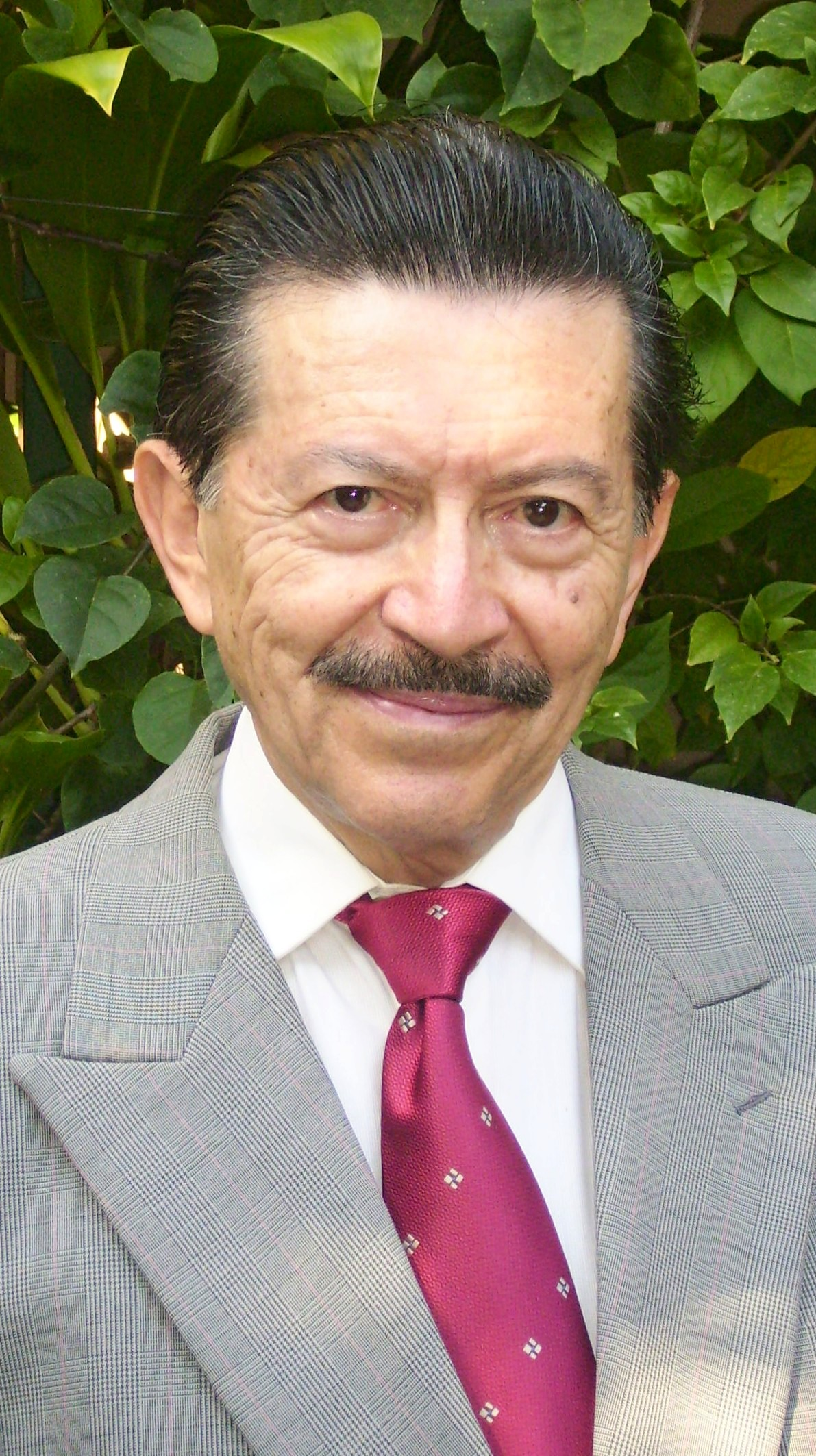
Martín Almada (2008)

Martín Almada (* 30. Januar 1937 in Puerto Sastre, Departamento Alto Paraguay; † 30. März 2024 in Asunción) war ein paraguayischer Pädagoge, Rechtsanwalt und Menschenrechtsaktivist während und nach der Diktatur von Alfredo Stroessner. 2002 wurde er mit dem Right Livelihood Award (Alternativer Nobelpreis) ausgezeichnet.

## Leben

### Jugend und Ausbildung
Almada kam in ärmlichen Verhältnissen in Puerto Sastre am Río Paraguay zur Welt, zog aber mit seiner Familie nach San Lorenzo in die Nähe der paraguayischen Hauptstadt Asunción, als er sechs Jahre alt war. Schon als Kind trug er mit dem Verkauf von Gebäck zum Unterhalt der Familie bei.
Nachdem er 1963 sein Studium der Erziehungswissenschaften abgeschlossen hatte, gründete er in San Lorenzo gemeinsam mit seiner Frau Celestina Pérez die Bildungseinrichtung „Juan Bautista Alberdi“ sowie das „Centro de Animación Sociocultural“. Die Einrichtung „Juan Bautista Alberdi“ setzte sich für die Förderung von Grundschul-, Sekundarschul- und technischen Bildungsangeboten ein und wurde zu einem wichtigen Zentrum für die soziokulturelle Entwicklung in der Region. Das Institut entwickelte ein Modell der selbstbestimmten Bildung im Rahmen der ersten Kooperativismus-Bewegung.
Almada arbeitete am Institut als Grundschullehrer. Parallel nahm er ein Jurastudium auf und schloss es 1968 ab. Er arbeitete fortan als Anwalt und war vor allem für Gewerkschaften tätig. An der argentinischen Universidad Nacional de La Plata schloss er 1974 eine pädagogische Dissertation mit dem Titel Paraguay, Educación y Dependencia (Paraguay, Bildung und Abhängigkeit) ab.

### Inhaftierung und Folter
Seine Dissertation über das Bildungswesen in seinem Heimatland wurde an die Regierung in Paraguay gesandt (ein Akt des Informationsaustauschs im Rahmen der Operation Condor). Wegen des angeblich subversiven und terroristischen Charakters der Arbeit wurde er verhaftet, die Bildungseinrichtung „Juan Bautista Alberdi“ im November 1974 geschlossen.
Als politischer Gefangener wurde er massiv gefoltert. Seine Frau, die unter Hausarrest gestellt worden war, wurde gezwungen, die Tortur am Telefon mitanzuhören. Sie starb an einem Herzinfarkt, nachdem ihr die Behörden bewusst unwahr mitgeteilt hatten, dass ihr Mann tot sei.

### Exil
Eine Kampagne von Amnesty International und kirchlichen Menschenrechtsorganisationen führte zur Freilassung Almadas im Jahr 1977. Er ging mit seiner Mutter und seinen Söhnen ins Exil nach Panama. Dort schrieb er das Buch Paraguay, la cárcel olvidada (Paraguay, das vergessene Gefängnis), in dem er unter anderem über die Folter berichtete, die er und andere Menschen erlitten hatten. Außerdem prangerte er darin das weitverzweigte Netz der Korruption in Paraguay an, das sich zu jener Zeit einem absurden Antikommunismus verschrieben hatte, obwohl es keine nennenswerte kommunistische Bewegung in dem Land gab.
Ab 1986 arbeitete Almada für die UNESCO in Paris. Parallel nahm er an mehreren Konferenzen zu Menschenrechtsfragen teil, unter anderem in Basel, Oslo und Stockholm. Nach dem Fall der Stroessner-Diktatur im Februar 1989 kehrte Almada in sein Heimatland zurück. 1990 gründete er in Asunción die Fundación Celestina Pérez de Almada zur Erinnerung an seine verstorbene Frau. Die Stiftung verfolgt das Ziel, die Armut zu bekämpfen und die Umwelt zu schützen.

### Archive des Terrors
In Paraguay war Almada maßgeblich daran beteiligt, die Menschenrechtsverletzungen des Stroessner-Regimes aufzuarbeiten. Gemeinsam mit einem Freund, dem Richter José Agustín Fernández, entdeckte er am 22. Dezember 1992 im Hof einer heruntergekommenen Polizeistation in Lambaré über 700.000 Dokumente, mit deren Hilfe sich annähernd vollständig die Aktivitäten der paraguayanischen Geheimpolizei über drei Jahrzehnte hinweg nachverfolgen ließen. Diese Papiere lieferten den Beweis für die unter dem Codenamen Operation Condor betriebene Kooperation der Geheimdienste Paraguays, Argentiniens, Brasiliens, Chiles, Uruguays und Boliviens. Die Zusammenarbeit führte zu Menschenrechtsverletzungen in hoher Zahl, zu willkürlichen Verhaftungen und Folterungen sowie zu außergerichtlichen Hinrichtungen. Die Dokumente wurden in Paraguay als „Archivos del Terror“ (Archive des Terrors) bekannt. Sie gelten als „die wichtigste Sammlung von Dokumenten über den Staatsterror, die jemals auf dem Kontinent [= Südamerika] gefunden wurde.“
Nach Entdeckung der Dokumente arbeitete Almada daran, die Archive physisch zu sichern und gleichzeitig Historikern Zugang zu den Unterlagen zu verschaffen. Er setzte sich gemeinsam mit anderen paraguayischen Menschenrechtsaktivisten für das Recht der Opfer auf Entschädigung ein.
2006 eröffnete er gemeinsam mit seiner zweiten Ehefrau, der Pädagogin María Stella Cáceres, das „Museo de las Memorias“ (Museum der Erinnerungen). Das Museum befindet sich in der ehemaligen Zentrale des Polizeigeheimdienstes. Dort waren Almada und viele seiner Landsleute gefoltert worden. Mehrere Räume sind im Originalzustand belassen worden, so etwa die winzigen Zellen im Hinterhof oder das Büro des Folterers Pastor Coronel.

## Auszeichnungen (Auswahl)
- 1997 Maiorden der Abuelas de Plaza de Mayo
- 1999 Preis „Antorcha a la libertad“ der Stiftung Libre
- 2002 Right Livelihood Award (Alternativer Nobelpreis)